# Флаг Режевского муниципального округа
Флаг Режевско́го городского округа, наряду с гербом, является основным опознавательно-правовым знаком муниципального образования, составленным и употребляемым в соответствии с правилами вексиллологии. Флаг служит символом единства населения, прав и процесса местного самоуправления муниципального образования Режевской городской округ Свердловской области Российской Федерации.
Флаг утверждён 29 января 2003 года, как флаг муниципального образования Режевской район (после муниципальной реформы — Режевской городской округ), и внесён в Государственный геральдический регистр Российской Федерации с присвоением регистрационного номера 1162.
Решением Режевской думы от 20 декабря 2012 года № 96 флаг муниципального образования Режевской район утверждён флагом Режевского городского округа.

## Описание
«Прямоугольное синее полотнище в соотношением сторон 2:3, несущее у древка полосу сине-белого орнамента в виде геральдического беличьего меха, занимающую 1/12 от длины полотнища, и в центре основной части полотнища — рысь над тремя камнями из районного герба, выполненные белым, жёлтым, чёрным, зелёным и красным цветами и занимающие 5/8 от высоты полотнища.
Обратная сторона зеркально воспроизводит лицевую».

## Обоснование символики
Синий цвет служит указанием на мирный труд и чистоту окружающей природы.
Рысь символизирует зоркость и наблюдательность местных жителей, способствовавшие нахождению в недрах месторождений железа, меди и никеля, которые обеспечили процветание территории и символизируются на флаге тремя камнями. Окраска рыси служит указанием на принадлежность района Свердловской области, горностаевые хвостики — на высочайшее качество и чистоту добываемых здесь металлов, а число шлемиков — на число входящих в состав муниципального образования территорий сельских и поселковых администраций.